# Grand Prix de Paris (course de plat)
Pour les articles homonymes, voir Grand Prix de Paris.
Groupe 1
Le Grand Prix de Paris est une course hippique de plat se déroulant chaque année le 14 juillet sur l'hippodrome de Longchamp. 
C'est une course de Groupe I réservée aux chevaux de  3 ans (hongres exclus),  disputée sur la distance de 2 400 m. L'allocation s'élève à 600 000 €.

## Historique
La première édition du Grand Prix de Paris s'est déroulée en 1863 sous les yeux de Napoléon III, et demeura jusqu'en 1892 la seule course du programme de la Société d'Encouragement ouverte aux chevaux nés à l'étranger. Depuis, sa configuration a été plusieurs fois modifiée. À l'origine, ce classique pour  3 ans se disputait sur  3 000 mètres, et la course se déroulait fin juin. En 1950, la distance passe à 3 100 m, puis revient à 3 000 m en 1978. Nouveau changement en 1987 : le parcours est largement amputé, s'étendant désormais sur 2 000 m. 
À partir de 2005, France Galop, pour renouer avec le principe d'une Triple Couronne française (Poule d'Essai des Poulains, Prix du Jockey Club, Grand Prix de Paris - exploit accompli une seule fois dans l'histoire, par Perth en 1899), entreprend une réforme du programme classique. La distance du Grand Prix de Paris est alors fixée à  2 400 mètres ; dans le même temps, le Prix du Jockey Club n'est plus couru sur la distance classique mais sur 2 100 m, et le Prix Lupin, disputé le même jour que la Poule d'Essai, est supprimé. Mais cette formule n'est guère couronnée de succès, puisqu'aucun poulain n'a réussi ni même tenté cette passe de trois.
Le Grand Prix de Paris est théoriquement ouvert aux pouliches, mais rares sont celles qui y prennent part, et seulement dix sont parvenues à l'emporter, Sornette (1870), Nubienne (1879), Ténébreuse (1887), Andrée (1895), Semendria (1900), Kizil Kourgan (1902), Reine Lumière (1925), Commanderie (1930), Crudité (1935) et Bagheera (1949).
23 poulains ont réussi le doublé Prix du Jockey Club / Grand Prix de Paris, le dernier étant Peintre Célèbre en 1997, et six ont enchaîné le Derby d'Epsom et le Grand Prix de Paris, entre Gladiateur (1865) et Phil Drake (1955).

## Records
- Meilleurs temps : 
  - sur 2 000 m : 2'01"00, Chichicastenango, 2001
  - sur 2 400 m : 2'24"30, Scorpion, 2005
  - sur 3 000 m : 3'08"40, Phil Drake, 1955
  - sur 3 100 m : 3'14"00, Al Talaq, 1984
- Propriétaires : Edmond Blanc - 7 victoires : Nubienne (1879), Clamart (1891), Rueil (1892), Andrée (1895), Arreau (1896), Quo Vadis (1903), Ajax (1904).
- Entraîneurs : André Fabre - 14 victoires : Dancehall (1989), Subotica (1991), Homme de Loi (1992), Fort Wood (1993), Grape Tree Road (1996), Peintre Célèbre (1997), Limpid (1998), Slickly (1999), Rail Link (2006), Cavalryman (2009), Méandre (2011), Flintshire (2013), Gallante (2014), Sosie (2024).
- Jockeys : Tom Lane - 6 victoires : Stuart (1888), Fitz Royal (1890), Clamart (1891), Rueil (1892), Ragotsky (1893), Perth (1899).

## Palmarès depuis 1957
| Année | Vainqueur        | Pays        | Père               | Jockey                | Entraîneur             | Propriétaire           | Deuxième         | Troisième          | Temps    |
| ----- | ---------------- | ----------- | ------------------ | --------------------- | ---------------------- | ---------------------- | ---------------- | ------------------ | -------- |
| 2025  | Leffard          | France      | Le Havre           | Cristian Demuro       | Jean-Claude Rouget     | G. Augustin-Normand    | Trinity College  | New Ground         | 2'26"45  |
| 2024  | Sosie            | France      | Sea The Stars      | Maxime Guyon          | André Fabre            | Wertheimer & Frère     | Illinois         | Delius             | 2'31"02  |
| 2023  | Feed The Flame   | France      | Kingman            | Cristian Demuro       | Pascal Bary            | Jean-Louis Bouchard    | Adelaide River   | Soul Sister        | 2'26"71  |
| 2022  | Onesto           | France      | Frankel            | Stéphane Pasquier     | Fabrice Chappet        | G. Augustin-Normand    | Simca Mille      | El Bodegon         | 2'27"76  |
| 2021  | Hurricane Lane   | Royaume-Uni | Frankel            | William Buick         | Charlie Appleby        | Écurie Godolphin       | Wordworsth       | Alenquer           | 2'33"59  |
| 2020  | Mogul            | Irlande     | Galileo            | Pierre-Charles Boudot | Aidan O'Brien          | Smith, Magnier & Tabor | In Swoop         | Gold Trip          | 2'24''76 |
| 2019  | Japan            | Irlande     | Galileo            | Ryan Moore            | Aidan O'Brien          | Smith, Magnier & Tabor | Slalom           | Jalmoud            | 2'27''07 |
| 2018  | Kew Gardens      | Irlande     | Galileo            | Ryan Moore            | Aidan O'Brien          | Smith, Magnier & Tabor | Neufbosc         | Dee Ex Bee         | 2'28"62  |
| 2017  | Shakeel          | France      | Dalakhani          | Christophe Soumillon  | Alain de Royer-Dupré   | S.A. Aga Khan          | Permian          | Venice Beach       | 2'30"42  |
| 2016  | Mont Ormel       | France      | Air Chief Marshal  | Cristian Demuro       | Pia Brandt             | G.Augustin-Normand     | Red Verdon       | Cloth of Stars     | 2'29"56  |
| 2015  | Erupt            | France      | Dubawi             | Stéphane Pasquier     | Francis-Henri Graffard | Famille Niarchos       | Ampère           | Storm the Stars    | 2'31"07  |
| 2014  | Gallante         | France      | Montjeu            | Pierre-Charles Boudot | André Fabre            | Derrick Smith          | Prince Gibraltar | Teletext           | 2'41"76  |
| 2013  | Flintshire       | France      | Dansili            | Maxime Guyon          | André Fabre            | Khalid Abdullah        | Manndawi         | Ocovango           | 2'28"57  |
| 2012  | Imperial Monarch | Irlande     | Galileo            | Joseph O'Brien        | Aidan O'Brien          | Mme John Magnier       | Last Train       | Saint Baudolino    | 2'35"47  |
| 2011  | Meandre          | France      | Slickly            | Maxime Guyon          | André Fabre            | Famille Rothschild     | Seville          | Reliable Man       | 2'26"63  |
| 2010  | Behkabad         | France      | Cape Cross         | Gérald Mossé          | Jean-Claude Rouget     | S.A. Aga Khan          | Planteur         | Jan Vermeer        | 2'33"30  |
| 2009  | Cavalryman       | France      | Halling            | Maxime Guyon          | André Fabre            | Cheikh Mohammed        | Age of Aquarius  | Mastery            | 2'27"60  |
| 2008  | Montmartre       | France      | Montjeu            | Christophe Soumillon  | Alain de Royer-Dupré   | S.A. Aga Khan          | Prospect Wells   | Magadan            | 2'26"20  |
| 2007  | Zambezi Sun      | France      | Dansili            | Stéphane Pasquier     | Pascal Bary            | Khalid Abdullah        | Axxos            | Sagara             | 2'31"60  |
| 2006  | Rail Link        | France      | Dansili            | Christophe Soumillon  | André Fabre            | Khalid Abdullah        | Red Rocks        | Sudan              | 2'26"40  |
| 2005  | Scorpion         | Irlande     | Montjeu            | Kieren Fallon         | Aidan O'Brien          | Sue Magnier            | Desideratum      | Orion Star         | 2'24"30  |
| 2004  | Bago             | France      | Nashwan            | Thierry Gillet        | Jonathan Pease         | Famille Niarchos       | Cacique          | Alnitak            | 2'05"60  |
| 2003  | Vespone          | France      | Llandaff           | Christophe Lemaire    | Nicolas Clément        | Écurie Mister Ess A.S. | Magistretti      | Look Honey         | 2'01"10  |
| 2002  | Khalkevi         | France      | Kahyasi            | Christophe Soumillon  | Alain de Royer-Dupré   | S.A. Aga Khan          | Shaanmer         | Without Connection | 2'02"40  |
| 2001  | Chichicastenango | France      | Smadoun            | Alain Junk            | Philippe Demercastel   | Béatrice Brunet        | Mizzen Mast      | Bonnard            | 2'01"00  |
| 2000  | Beat Hollow      | Royaume-Uni | Sadler's Wells     | Richard Quinn         | Henry Cecil            | Khalid Abdullah        | Premier Pas      | Rhenium            | 2'03"70  |
| 1999  | Slickly          | France      | Linamix            | Thierry Jarnet        | André Fabre            | Jean-Luc Lagardère     | Indian Danehill  | Sardaukar          | 2'03"90  |
| 1998  | Limpid           | France      | Soviet Star        | Olivier Peslier       | André Fabre            | Cheikh Mohammed        | Almutawakel      | Croco Rouge        | 2'03"20  |
| 1997  | Peintre Célèbre  | France      | Nureyev            | Olivier Peslier       | André Fabre            | Daniel Wildenstein     | Ithaki           | Shaka              | 2'08"40  |
| 1996  | Grape Tree Road  | France      | Caerleon           | Thierry Jarnet        | André Fabre            | Michael Tabor          | Glory of Dancer  | Android            | 2'02"30  |
| 1995  | Valanour         | France      | Lomond             | Gérald Mossé          | Alain de Royer-Dupré   | S.A. Aga Khan          | Singspiel        | Diamond Mix        | 2'02"20  |
| 1994  | Millkom          | France      | Cyrano de Bergerac | Jean-René Dubosc      | Jean-Claude Rouget     | Jean-Claude Gour       | Solid Illusion   | Celtic Arms        | 2'04"40  |
| 1993  | Fort Wood        | France      | Sadler's Wells     | Sylvain Guillot       | André Fabre            | Cheikh Mohammed        | Bigstone         | Siam               | 2'01"60  |
| 1992  | Homme de Loi     | France      | Kaw Society        | Thierry Jarnet        | André Fabre            | Paul de Moussac        | Kitwood          | Guislaine          | 2'03"90  |
| 1991  | Subotica         | France      | Pampabird          | Thierry Jarnet        | André Fabre            | Olivier Lecerf         | Sillery          | Kotashaan          | 2'05"20  |
| 1990  | Saumarez         | France      | Rainbow Quest      | Steve Cauthen         | Nicolas Clément        | Bruce McNall           | Priolo           | Tirol              | 2'07"50  |
| 1989  | Dancehall        | France      | Assert             | Cash Asmussen         | André Fabre            | Takahiro Wada          | Norberto         | Creator            | 2'03"60  |
| 1988  | Fijar Tango      | France      | In Fijar           | Tony Cruz             | Georges Mikhalidès     | Mahmoud Fustok         | Pasakos          | Welkin             | 2'05"80  |
| 1987  | Risk Me          | Royaume-Uni | Sharpo             | Steve Cauthen         | Paul Kelleway          | Lewis Norris           | Seattle Dancer   | Trempolino         | 2'08"30  |
| 1986  | Swink            | France      | Liloy              | Walter Swinburn       | Jonathan Pease         | Nelson Bunker Hunt     | War Hero         | Silver Word        | 3'19"30  |
| 1985  | Sumayr           | France      | Ela-Mana-Mou       | Yves Saint-Martin     | Alain de Royer-Dupré   | S.A. Aga Khan          | Exactly Right    | Montecito          | 3'20"00  |
| 1984  | At Talaq         | Royaume-Uni | Roberto            | Tony Murray           | Harry Thomson Jones    | Hamdan Al Maktoum      | Woolskin         | Spicy Story        | 3'14"00  |
| 1983  | Yawa             | Royaume-Uni | Luthier            | Philip Waldron        | Geoff Lewis            | Elisha Holding         | Fubymam du Tenu  | Jasper             | 3'24"00  |
| 1982  | Le Nain Jaune    | France      | Pharly             | Henri Samani          | François Mathet        | Guy de Rothschild      | Chem             | Rhoecus            | 3'18"40  |
| 1981  | Glint of Gold    | Royaume-Uni | Mill Reef          | John Matthias         | Ian Balding            | Paul Mellon            | Tipperary Fixer  | Vayrann            | 3'25"50  |
| 1980  | Valiant Heart    | France      | Matahawk           | Alfred Gibert         | Bernard Sécly          | André Michel           | What a Joy       | Water Mill         | 3'25"10  |
| 1979  | Soleil Noir      | France      | Exbury             | Henri Samani          | François Mathet        | Guy de Rothschild      | Son of Love      | Stout Fellow       | 3'21"70  |
| 1978  | Galiani          | France      | Luthier            | Alain Lequeux         | Maurice Zilber         | André Ben Lassin       | Roi de Mai       | Whitstead          | 3'18"20  |
| 1977  | Funny Hobby      | France      | Meadow Mint        | Philippe Paquet       | Jacques de Chevigny    | Mrs T. J. Caralli      | Valinsky         | Midshipman         | 3'21"70  |
| 1976  | Exceller         | France      | Vaguely Noble      | Yves Saint-Martin     | François Mathet        | Nelson Bunker Hunt     | Secret Man       | Caron              | 3'20"50  |
| 1975  | Matahawk         | France      | Sea Hawk           | Robert Jallu          | Henri van de Poele     | Mrs Edouard Stern      | Citoyen          | Avance             | 3'17"90  |
| 1974  | Sagaro           | France      | Espresso           | Lester Piggott        | François Boutin        | Gerry Oldham           | Bustino          | Kamaraan           | 3'27"60  |
| 1973  | Tennyson         | France      | Val de Loir        | Alfred Gibert         | Peter Head             | Walter Burmann         | Authi            | Rasgavor           | 3'17"70  |
| 1972  | Pleben           | France      | Sheshoon           | Marcel Depalmas       | Geoffroy Watson        | Baron de Redé          | Sukawa           | Talleyrand         | 3'23"60  |
| 1971  | Rheffic          | France      | Traffic            | Bill Pyers            | François Mathet        | François Dupré         | Point de Riz     | Valdrague          | 3'27"50  |
| 1970  | Roll of Honour   | Royaume-Uni | Miralgo            | Lester Piggott        | Richard Carver, Jr.    | Earl Scheib            | Fontarabal       | High Moon          | 3'23"90  |
| 1969  | Chaparral        | France      | Val de Loir        | Freddy Head           | William Head           | Mme Guy Weisweiller    | Djakao           | Durango            | 3'19"80  |
| 1968  | Dhaudevi         | France      | Dhaulagiri         | Freddy Head           | Robert Corme           | Mme Georges Courtois   | Tapalque         | Aranas             | 3'18"60  |
| 1967  | Phaeton          | France      | Sicambre           | Léon Flavien          | Max Bonaventure        | Mme Jean Stern         | Petrone          | Astec              | 3'22"60  |
| 1966  | Danseur          | France      | Tantième           | Yves Saint-Martin     | François Mathet        | François Dupré         | Hauban           | Bon Mot            | 3'24"48  |
| 1965  | Reliance         | France      | Tantième           | Yves Saint-Martin     | François Mathet        | François Dupré         | Diatome          | Vianen             | 3'23"76  |
| 1964  | White Label      | France      | Tanerko            | Louis Heurteur        | Geoffroy Watson        | Guy de Rothschild      | Indiana          | The Drakes         | 3'23"50  |
| 1963  | Sanctus          | France      | Fine Top           | Roger Poincelet       | Étienne Pollet         | Jean Ternynck          | Duc de Gueldre   | Signor             | 3'12"70  |
| 1962  | Armistice        | France      | Worden             | Jean Deforge          | John Cunnington, Jr.   | Mathieu Goudchaux      | Picfort          | Montfleur          | 3'10"10  |
| 1961  | Balto            | France      | Wild Risk          | Maxime Garcia         | Max Bonaventure        | André Rueff            | Match II         | Granadero          | 3'10"14  |
| 1960  | Charlottesville  | France      | Prince Chevalier   | George Moore          | Alec Head              | S.A. Aga Khan          | Kirkes           | Eranhild           | 3'19"80  |
| 1959  | Birum            | France      | Arbel              | Léon Flavien          | Max Bonaventure        | André Belinguier       | Le Loup Garou    | Apollo             | 3'13"46  |
| 1958  | San Roman        | France      | Vieux Manoir       | Roger Poincelet       | Daniel Lescalle        | Victor Lyon            | Pépin Le Bref    | Love Boy           | 3'12"96  |
| 1957  | Altipan          | France      | Pan                | Roger Poincelet       | Étienne Pollet         | Gérard Delloye         | Guards Tie       | Magic North        | 3'13"40  |

## Anciens vainqueurs
- 1863 - The Ranger
- 1864 - Vermouth
- 1865 – Gladiateur
- 1866 - Ceylon
- 1867 - Fervacques
- 1868 - The Earl
- 1869 - Glaneur
- 1870 - Sornette
- 1871 - pas de course
- 1872 - Cremorne
- 1873 - Boïard
- 1874 - Trent
- 1875 - Salvator
- 1876 - Kisber
- 1877 - St. Christophe
- 1878 - Thurio
- 1879 - Nubienne
- 1880 - Robert the Devil
- 1881 - Foxhall
- 1882 - Bruce
- 1883 - Frontin
- 1884 - Little Duck
- 1885 - Paradox
- 1886 - Minting
- 1887 - Ténébreuse
- 1888 - Stuart
- 1889 - Vasistas
- 1890 - Fitz Roya
- 1891 - Clamart
- 1892 - Rueil
- 1893 - Ragotsky
- 1894 - Dolma Baghtché
- 1895 - Andrée
- 1896 - Arreau
- 1897 - Doge
- 1898 - Le Roi Soleil
- 1899 - Perth
- 1900 - Semendria
- 1901 - Chéri
- 1902 - Kizil Kourgan
- 1903 - Quo Vadis
- 1904 - Ajax
- 1905 - Finasseur
- 1906 - Spearmint
- 1907 - Sans Souci II
- 1908 - Northeast
- 1909 - Verdun
- 1910 - Nuage
- 1911 - As d'Atout
- 1912 - Houli
- 1913 - Brûleur
- 1914 - Sardanapale
- 1915-16 - pas de courses
- 1917 - Brumelli
- 1918 - Montmartin
- 1919 - Galloper Light
- 1920 - Comrade
- 1921 - Lemonora
- 1922 - Kefalin
- 1923 - Filibert de Savoie
- 1924 - Transvaal
- 1925 - Reine Lumière
- 1926 - Take My Tip
- 1927 - Fiterari
- 1928 - Cri de Guerre
- 1929 - Hotweed
- 1930 - Commanderie
- 1931 - Barneveldt
- 1932 - Strip the Willow
- 1933 - Cappiello
- 1934 - Admiral Drake
- 1935 - Crudité
- 1936 - Mieuxcé
- 1937 - Clairvoyante
- 1938 - Nearco
- 1939 - Pharis
- 1940 - Maurepas
- 1941 - Le Pacha
- 1942 - Magister
- 1943 - Pensbury
- 1944 - Deux Pour Cent
- 1945 - Caracalla
- 1946 - Souverain
- 1947 - Avenger
- 1948 - My Love
- 1949 - Bagheera
- 1950 - Vieux Manoir
- 1951 - Sicambre
- 1952 - Orféo
- 1953 - Northern Light
- 1954 - Popof
- 1955 - Phil Drake
- 1956 - Vattel

## Reference
1. 1 2 3  « L'encyclopédie des noms de courses », sur www.france-galop.com (consulté le 29 août 2016)

- Galopp-Sieger.de – Grand Prix de Paris.